# Cercles d'Archimède
En géométrie, les cercles d’Archimède sont deux cercles de même aire construits à l’intérieur d’un arbelos. Ils apparaissent dans le Livre des lemmes, attribué à l’époque médiévale au mathématicien grec Archimède, d’où leur nom.

## Cercles jumeaux d'Archimède

Cercles jumeaux d'Archimède avec le plus petit cercle les contenant

On considère un arbelos formé par un demi-cercle de diamètre [AB] , et deux demi-cercles de diamètres [AM] et [MB] (M étant un point du segment [AB]).
Le segment [MC] est la demi-corde perpendiculaire à (AB) passant par M.
Les cercles d'Archimède sont les cercles à la fois tangents à la droite (MC), au demi-cercle de diamètre [AB], et au demi-cercle de diamètre [AM] pour l'un, et au demi-cercle de diamètre [BM] pour l'autre.
Archimède prouve dans son livre des lemmes que ces deux cercles ont même diamètre.
Ce diamètre d peut s'exprimer à l'aide des rayons ou des diamètres des trois demi-cercles formant l'arbelos par la relation :{\displaystyle d={\frac {AM\times MB}{AB}}.}Les  distances entre les centres de ces cercles et la droite (AB) sont données par les formules  {\displaystyle {\sqrt {AM\times d}}} pour le centre du cercle tangent au cercle de diamètre [AM] et  {\displaystyle {\sqrt {BM\times d}}} pour l'autre.
Avec l'animation suivante on peut suivre la déformation en dimension des deux cercles et constater qu'ils ont à tout moment le même diamètre.
Le plus petit cercle contenant les deux cercles jumeaux a un diamètre de longueur {\displaystyle CM={\sqrt {AM\times BM}}} et a la même aire que celle de l'arbelos.

## Autres cercles d'Archimède

Cercle de Bankoff

Cercle de Schoch

Les cercles jumeaux d'Archimède ne sont pas les seuls cercles de cette taille que l'on peut découvrir dans l'arbelos. En 1974, Leon Bankoff fait observer que les cercles jumeaux font en réalité partie d'un triplet, ajoutant à ces deux cercles le cercle passant par M et par les points de tangence du cercle inscrit dans l'arbelos, donc lui aussi de diamètre {\displaystyle d={\frac {AM\times MB}{AB}}}. En 1979, Thomas Schoch présente d'autres cercles de cette taille  dont le cercle tangent à la fois au demi-cercle de diamètre [AB], et aux cercles de centres A et B de rayons AM et BM.
En 1999, c'est une multitude de cercles de ce genre qui sont présentés par Clayton W. Dooge, Thomas Schoch, Peter Y. Woo, Paul Yiu.
En 1831, on trouve deux cercles d'Archimède dans un Sangaku proposé par Nagata. Ces deux cercles portent les numéros W6 et W7 dans . Un autre cercle d'Archimède est également évoqué dans un Sangaku proposé en 1853 par Ootoba .